# 제곱 잉여
수론에서, 제곱 잉여(-剩餘, 영어: quadratic residue) 또는 이차 잉여(二次剩餘)는 어떤 정수의 제곱과 (주어진 법 아래) 합동인 정수이다. 제곱 비잉여(-非剩餘, 영어: quadratic nonresidue) 또는 이차 비잉여(二次非剩餘)는 어떤 정수의 제곱과 (주어진 법 아래) 합동일 수 없는 정수이다.

## 정의
{\displaystyle n}이 2 이상의 정수이며, {\displaystyle a}가 임의의 정수라고 하자. 만약
{\displaystyle x^{2}\equiv a{\pmod {n}}}
인 정수 {\displaystyle x}가 존재한다면, {\displaystyle a}를 법 {\displaystyle n}에 대한 제곱 잉여(영어: quadratic residue modulo {\displaystyle n})라고 한다. 법 {\displaystyle n}에 대한 제곱 잉여가 아닌 정수를 법 {\displaystyle n}에 대한 제곱 비잉여(영어: quadratic nonresidue modulo {\displaystyle n})라고 한다.
일부 저자는 {\displaystyle n}이 홀수 소수이며, {\displaystyle a}와 {\displaystyle n}이 서로소일 것을 요구한다.

## 성질
만약 {\displaystyle a\equiv b{\pmod {n}}}이라면, {\displaystyle a}와 {\displaystyle b}가 법 {\displaystyle n}에 대한 제곱 잉여인지 여부는 같다. 따라서, 주어진 법 {\displaystyle n}에 대한 제곱 잉여를 다룰 때, {\displaystyle \{0,1,\dots ,n-1\}} 속 법 {\displaystyle n}에 대한 제곱 잉여에 집중하여도 충분하다.
만약 {\displaystyle n}이 짝수라면, {\displaystyle \{0,1,\dots ,n-1\}} 속 법 {\displaystyle n}에 대한 제곱 잉여는 {\displaystyle n/2+1}개 이하이다. 만약 {\displaystyle n}이 홀수라면, {\displaystyle \{0,1,\dots ,n-1\}} 속 법 {\displaystyle n}에 대한 제곱 잉여는 {\displaystyle (n+1)/2}개 이하이다.

### 소수에 대한 제곱 잉여
모든 정수는 법 2에 대한 제곱 잉여이다.
홀수 소수 {\displaystyle p}에 대하여, {\displaystyle \{1,2,\dots ,p-1\}} 가운데 절반은 법 {\displaystyle p}에 대한 제곱 잉여이며, 나머지 절반은 법 {\displaystyle p}에 대한 제곱 비잉여이다. 즉, {\displaystyle (p-1)/2}개의 제곱 잉여와 {\displaystyle (p-1)/2}개의 제곱 비잉여가 있다.
홀수 소수 {\displaystyle p}에 대하여, 두 집합
{\displaystyle \{1,2,\dots ,(p-1)/2\}}
{\displaystyle \{(p-1)/2+1,\dots ,p-1\}}
속 법 {\displaystyle p}에 대한 제곱 잉여의 수를 생각하자. 만약 {\displaystyle p}를 4로 나눈 나머지가 1이라면, 두 집합 속 법 {\displaystyle p}에 대한 제곱 잉여의 수는 같다. 이는 이 경우 −1이 제곱 잉여이므로, {\displaystyle a}와 {\displaystyle p-a}가 제곱 잉여인지 여부가 같기 때문이다. 만약 {\displaystyle p}를 4로 나눈 나머지가 3이라면, 첫째 집합 속 법 {\displaystyle p}에 대한 제곱 잉여의 수는 둘째 집합 속 법 {\displaystyle p}에 대한 제곱 잉여의 수보다 많다. 이는 유수 공식을 사용하여 증명할 수 있으며, 초등적인 증명은 알려져 있지 않다.

#### 오일러 기준
홀수 소수 {\displaystyle p} 및 이와 서로소인 정수 {\displaystyle a}에 대하여, 다음 세 조건이 서로 동치이다.
- {\displaystyle a}는 법 {\displaystyle p}에 대한 제곱 잉여이다.
- (오일러 기준, 영어: Euler's criterion) {\displaystyle a^{(p-1)/2}\equiv 1{\pmod {p}}}
- 법 {\displaystyle p}에 대한 원시근 {\displaystyle g}가 주어졌을 때, {\displaystyle a}의 지표 {\displaystyle \log _{g}a}는 짝수이다.

반대로, 다음 세 조건이 서로 동치이다.
- {\displaystyle a}는 법 {\displaystyle p}에 대한 제곱 잉여가 아니다.
- (오일러 기준) {\displaystyle a^{(p-1)/2}\equiv -1{\pmod {p}}}
- 법 {\displaystyle p}에 대한 원시근 {\displaystyle g}가 주어졌을 때, {\displaystyle a}의 지표 {\displaystyle \log _{g}a}는 홀수이다.

오일러 기준은 제곱 잉여에 대한 판별을 단순 계산으로 귀결시키지만, 큰 수의 경우 많은 계산량을 요구하므로 실용적이지 않다.

#### 이차 상호 법칙
소수 {\displaystyle p}와 두 정수 {\displaystyle a}, {\displaystyle b}에 대하여, 다음이 성립한다.
- 만약 {\displaystyle a}와 {\displaystyle b}가 법 {\displaystyle p}에 대한 제곱 잉여라면, {\displaystyle ab} 역시 법 {\displaystyle p}에 대한 제곱 잉여이다.
- 만약 {\displaystyle a}와 {\displaystyle p}가 서로소이며, {\displaystyle a}가 법 {\displaystyle p}에 대한 제곱 잉여, {\displaystyle b}가 법 {\displaystyle p}에 대한 제곱 비잉여라면, {\displaystyle ab}는 법 {\displaystyle p}에 대한 제곱 비잉여이다.
- 만약 {\displaystyle a}와 {\displaystyle b}가 법 {\displaystyle p}에 대한 제곱 비잉여라면, {\displaystyle ab}는 법 {\displaystyle p}에 대한 제곱 잉여이다.
- 만약 {\displaystyle a}와 {\displaystyle p}가 서로소이며, {\displaystyle a}가 법 {\displaystyle p}에 대한 제곱 잉여라면, {\displaystyle a}의 법 {\displaystyle p}에 대한 곱셈 역원 역시 법 {\displaystyle p}에 대한 제곱 잉여이다.
- 만약 {\displaystyle a}와 {\displaystyle p}가 서로소이며, {\displaystyle a}가 법 {\displaystyle p}에 대한 제곱 비잉여라면, {\displaystyle a}의 법 {\displaystyle p}에 대한 곱셈 역원 역시 법 {\displaystyle p}에 대한 제곱 비잉여이다.

이는 정수가 소수에 대한 제곱 잉여인지 여부를 소수가 소수에 대한 제곱 잉여인지 여부로 귀결시킨다.
서로 다른 두 홀수 소수 {\displaystyle p\neq q}가 서로에 대한 제곱 잉여인지 여부에 대하여, 이차 상호 법칙이라고 부르는 대칭적인 관계가 성립한다.
- 만약 {\displaystyle p\equiv 1{\pmod {4}}}이거나 {\displaystyle q\equiv 1{\pmod {4}}}라면, {\displaystyle p}와 {\displaystyle q}가 서로에 대한 제곱 잉여인지 여부는 같다. 즉, 만약 {\displaystyle p}가 법 {\displaystyle q}에 대한 제곱 잉여라면 {\displaystyle q}도 법 {\displaystyle p}에 대한 제곱 잉여이며, 반대로 만약 {\displaystyle p}가 법 {\displaystyle q}에 대한 제곱 잉여가 아니라면 {\displaystyle q}도 법 {\displaystyle p}에 대한 제곱 잉여가 아니다.
- 만약 {\displaystyle p\equiv q\equiv 3{\pmod {4}}}라면, {\displaystyle p}와 {\displaystyle q}가 서로에 대한 제곱 잉여인지 여부는 다르다. 즉, 만약 {\displaystyle p}가 법 {\displaystyle q}에 대한 제곱 잉여라면 {\displaystyle q}는 법 {\displaystyle p}에 대한 제곱 잉여가 아니며, 반대로 만약 {\displaystyle p}가 법 {\displaystyle q}에 대한 제곱 잉여가 아니라면 {\displaystyle q}는 법 {\displaystyle p}에 대한 제곱 잉여이다.

#### 슈어 추측
홀수 소수 {\displaystyle p}가 주어졌고,
{\displaystyle R(p)=\max \left\{n\in \mathbb {Z} ^{+}|\exists m\in \mathbb {Z} \colon \left({\frac {m}{p}}\right)=\left({\frac {m+1}{p}}\right)=\cdots =\left({\frac {m+n-1}{p}}\right)=1\right\}}
{\displaystyle N(p)=\max \left\{n\in \mathbb {Z} ^{+}|\exists m\in \mathbb {Z} \colon \left({\frac {m}{p}}\right)=\left({\frac {m+1}{p}}\right)=\cdots =\left({\frac {m+n-1}{p}}\right)=-1\right\}}
가 각각 법 {\displaystyle p}에 대한 연속된 제곱 잉여 및 제곱 비잉여의 최대 개수라고 하자. 그렇다면, 다음이 성립한다.
- 만약 {\displaystyle p}를 4로 나눈 나머지가 3이라면, {\displaystyle R(p)=N(p)}
- (슈어 추측, 영어: Schur’s conjecture) 만약 {\displaystyle p\neq 13}이라면, {\displaystyle N(p)<{\sqrt {p}}}
- {\displaystyle N(p)=O(p^{1/4})}

### 소수의 거듭제곱에 대한 제곱 잉여
홀수 소수 {\displaystyle p} 및 양의 정수 {\displaystyle k}에 대하여, {\displaystyle \{0,1,2,\dots ,p^{k}-1\}} 속 {\displaystyle p}와 서로소인 정수들 가운데 절반은 법 {\displaystyle p^{k}}에 대한 제곱 잉여이며, 나머지 절반은 법 {\displaystyle p^{k}}에 대한 제곱 비잉여이다. 즉, {\displaystyle p^{k-1}(p-1)/2}개의 제곱 잉여와 {\displaystyle p^{k-1}(p-1)/2}개의 제곱 비잉여가 있다.
임의의 홀수 소수 {\displaystyle p} 및 양의 정수 {\displaystyle k} 및 {\displaystyle p}와 서로소인 정수 {\displaystyle a}에 대하여, 다음 두 조건이 서로 동치이다.
- {\displaystyle a}는 법 {\displaystyle p^{k}}에 대한 제곱 잉여이다.
- {\displaystyle a}는 법 {\displaystyle p}에 대한 제곱 잉여이다.

이는 헨젤 보조정리의 특수한 경우이다.
양의 정수 {\displaystyle k}와 홀수 {\displaystyle a}에 대하여, 다음 두 조건이 서로 동치이다.
- {\displaystyle a}는 법 {\displaystyle 2^{k}}에 대한 제곱 잉여이다.
- 다음 세 조건 가운데 정확히 하나가 성립한다.
  - {\displaystyle k=1}
  - {\displaystyle k=2}이며, {\displaystyle a\equiv 1{\pmod {4}}}
  - {\displaystyle k\geq 3}이며, {\displaystyle a\equiv 1{\pmod {8}}}

소수 {\displaystyle p} 및 양의 정수 {\displaystyle k} 및 0이 아닌 정수 {\displaystyle a}가 주어졌다고 하자. 또한, {\displaystyle a=p^{j}a'}이며, {\displaystyle a'}와 {\displaystyle p}가 서로소라고 하자. 그렇다면, {\displaystyle a}가 법 {\displaystyle p^{k}}에 대한 제곱 잉여인지 여부는 다음과 같이 가릴 수 있다.
- 만약 {\displaystyle j\geq k}라면, {\displaystyle a}는 ({\displaystyle p^{k}}의 배수이므로) 법 {\displaystyle p^{k}}에 대한 제곱 잉여이다.
- 만약 {\displaystyle j<k}이며, {\displaystyle j}가 홀수라면, {\displaystyle a}는 법 {\displaystyle p^{k}}에 대한 제곱 비잉여이다.
- 만약 {\displaystyle j<k}이며, {\displaystyle j}가 짝수이며, {\displaystyle a'}이 법 {\displaystyle p}에 대한 제곱 잉여라면, {\displaystyle a}는 법 {\displaystyle p^{k}}에 대한 제곱 잉여이다.
- 만약 {\displaystyle j<k}이며, {\displaystyle j}가 짝수이며, {\displaystyle a'}이 법 {\displaystyle p}에 대한 제곱 비잉여라면, {\displaystyle a}는 법 {\displaystyle p^{k}}에 대한 제곱 비잉여이다.

소수 {\displaystyle p}와 양의 정수 {\displaystyle k} 및 법 {\displaystyle p^{k}}에 대한 제곱 잉여 {\displaystyle a}에 대하여, 합동 방정식
{\displaystyle x^{2}\equiv a{\pmod {p^{k}}}}
의 해는 다음과 같다.
- 만약 {\displaystyle p}와 {\displaystyle a}가 서로소라면,
  - 만약 {\displaystyle p=2}, {\displaystyle k=1}이라면, 해는 (법 2 아래) 유일하며, 다음과 같다.
{\displaystyle x\equiv 1{\pmod {2}}}
  - 만약 {\displaystyle p\neq 2}이거나 {\displaystyle p=k=2}이며, {\displaystyle {\sqrt {a}}{\pmod {p^{k}}}}가 하나의 해라면, 전체 해는 (법 {\displaystyle p^{k}} 아래) 2개이며, 다음과 같다. {\displaystyle x\equiv {\sqrt {a}},p^{k}-{\sqrt {a}}{\pmod {p^{k}}}}
  - 만약 {\displaystyle p=2}이며 {\displaystyle k\geq 3}이라면, {\displaystyle {\sqrt {a}}{\pmod {p^{k}}}}가 하나의 해라면, 전체 해는 (법 {\displaystyle p^{k}} 아래) 4개이며, 다음과 같다. {\displaystyle x\equiv {\sqrt {a}},p^{k}-{\sqrt {a}},p^{k-1}+{\sqrt {a}},p^{k-1}-{\sqrt {a}}{\pmod {p^{k}}}}
- 만약 {\displaystyle a}가 {\displaystyle p}의 배수이며, {\displaystyle p^{k}}의 배수가 아니라면, {\displaystyle a}는 항상 {\displaystyle a=p^{2l}a'}의 꼴이다 ({\displaystyle p}와 {\displaystyle a'}은 서로소). 또한, {\displaystyle x^{2}\equiv a{\pmod {p^{k}}}}의 전체 해의 수는 (법 {\displaystyle p^{k}} 아래) {\displaystyle x^{2}\equiv a'{\pmod {p^{k-2l}}}}의 해의 수와 {\displaystyle p^{l}}의 곱이며, 다음과 같다. {\displaystyle x\equiv p^{l}{\sqrt {a'}}+tp^{k-l}{\pmod {p^{k}}}} 여기서 {\displaystyle {\sqrt {a'}}{\pmod {p^{k-2l}}}}는 {\displaystyle x^{2}\equiv a'{\pmod {p^{k-2l}}}}의 해이며, {\displaystyle t=0,1,2,\dots ,p^{l}-1}이다.
- 만약 {\displaystyle a}가 {\displaystyle p^{k}}의 배수라면, {\displaystyle x^{2}\equiv a{\pmod {p^{k}}}}의 전체 해는 (법 {\displaystyle p^{k}} 아래) {\displaystyle p^{k-\lfloor (k+1)/2\rfloor }}개이며, 다음과 같다. {\displaystyle x\equiv 0,p^{\lfloor (k+1)/2\rfloor },2p^{\lfloor (k+1)/2\rfloor },\dots ,(-1)p^{\lfloor (k+1)/2\rfloor }{\pmod {p^{k}}}}

### 합성수에 대한 제곱 잉여
2 이상의 정수 {\displaystyle n}의 소인수 분해가
{\displaystyle n=p_{1}^{k_{1}}\cdots p_{r}^{k_{r}}}
라고 하자. 그렇다면, 임의의 정수 {\displaystyle a}에 대하여, 다음 두 조건이 서로 동치이다.
- {\displaystyle a}는 법 {\displaystyle n}에 대한 제곱 잉여이다.
- 각 {\displaystyle i=1,\dots ,r}에 대하여, {\displaystyle a}는 법 {\displaystyle p_{i}^{r_{i}}}에 대한 제곱 잉여이다.

또한, 합동 방정식
{\displaystyle x^{2}\equiv a{\pmod {n}}}
의 해의 (법 {\displaystyle n}에 대한 합동을 감안한) 수는 합동 방정식
{\displaystyle x^{2}\equiv a{\pmod {p_{i}^{r_{i}}}}\qquad (i=1,\dots ,r)}
의 해의 (법 {\displaystyle p_{i}^{r_{i}}}에 대한 합동을 감안한) 수의 곱과 같다. 이는 중국인의 나머지 정리를 사용하여 보일 수 있다.

## 예
정수 {\displaystyle a}에 대하여, 다음 두 조건이 서로 동치이다.
- 임의의 2 이상의 정수 {\displaystyle n}에 대하여, {\displaystyle a}는 법 {\displaystyle n}에 대한 제곱 잉여이다.
- {\displaystyle a}는 어떤 정수의 제곱이다.

특히, 0과 1은 모든 법에 대한 제곱 잉여이며, 따라서 {\displaystyle n}의 배수 및 {\displaystyle n}으로 나눠 1이 남는 정수는 법 {\displaystyle n}에 대한 제곱 잉여이다.

### 제곱 잉여 −1
소수 {\displaystyle p}에 대하여, 다음 두 조건이 서로 동치이다.
- −1은 법 {\displaystyle p}에 대한 제곱 잉여이다.
- {\displaystyle p=2}이거나, {\displaystyle p\equiv 1{\pmod {4}}}

보다 일반적으로, 2 이상의 정수 {\displaystyle n}에 대하여, 다음 두 조건이 서로 동치이다.
- −1은 법 {\displaystyle n}에 대한 제곱 잉여이다.
- {\displaystyle n}은 4의 배수가 아니며, {\displaystyle n}은 4로 나눈 나머지가 3인 소인수를 갖지 않는다.

### 제곱 잉여 2
소수 {\displaystyle p}에 대하여, 다음 두 조건이 서로 동치이다.
- 2는 법 {\displaystyle p}에 대한 제곱 잉여이다.
- {\displaystyle p=2}이거나, {\displaystyle p\equiv 1{\pmod {8}}}이거나, {\displaystyle p\equiv 7{\pmod {8}}}

보다 일반적으로, 2 이상의 정수 {\displaystyle n}에 대하여, 다음 두 조건이 서로 동치이다.
- 2는 법 {\displaystyle n}에 대한 제곱 잉여이다.
- {\displaystyle n}은 4의 배수가 아니며, {\displaystyle n}은 8로 나눈 나머지가 3이나 5인 소인수를 갖지 않는다.

### 제곱 잉여 3
소수 {\displaystyle p}에 대하여, 다음 두 조건이 서로 동치이다.
- 3은 법 {\displaystyle p}에 대한 제곱 잉여이다.
- {\displaystyle p=2}이거나, {\displaystyle p\equiv 1{\pmod {12}}}이거나, {\displaystyle p\equiv 11{\pmod {12}}}

보다 일반적으로, 2 이상의 정수 {\displaystyle n}에 대하여, 다음 두 조건이 서로 동치이다.
- 3은 법 {\displaystyle n}에 대한 제곱 잉여이다.
- {\displaystyle n}은 4의 배수가 아니며, 9의 배수가 아니며, {\displaystyle n}은 12로 나눈 나머지가 5나 7인 소인수를 갖지 않는다.

### 표
| x      | 1 | 2 | 3 | 4  | 5  | 6  | 7  | 8  | 9  | 10  | 11  | 12  | 13  | 14  | 15  | 16  | 17  | 18  | 19  | 20  | 21  | 22  | 23  | 24  | 25  |
| x2     | 1 | 4 | 9 | 16 | 25 | 36 | 49 | 64 | 81 | 100 | 121 | 144 | 169 | 196 | 225 | 256 | 289 | 324 | 361 | 400 | 441 | 484 | 529 | 576 | 625 |
| ------ | - | - | - | -- | -- | -- | -- | -- | -- | --- | --- | --- | --- | --- | --- | --- | --- | --- | --- | --- | --- | --- | --- | --- | --- |
| mod 2  | 1 | 0 | 1 | 0  | 1  | 0  | 1  | 0  | 1  | 0   | 1   | 0   | 1   | 0   | 1   | 0   | 1   | 0   | 1   | 0   | 1   | 0   | 1   | 0   | 1   |
| mod 3  | 1 | 1 | 0 | 1  | 1  | 0  | 1  | 1  | 0  | 1   | 1   | 0   | 1   | 1   | 0   | 1   | 1   | 0   | 1   | 1   | 0   | 1   | 1   | 0   | 1   |
| mod 4  | 1 | 0 | 1 | 0  | 1  | 0  | 1  | 0  | 1  | 0   | 1   | 0   | 1   | 0   | 1   | 0   | 1   | 0   | 1   | 0   | 1   | 0   | 1   | 0   | 1   |
| mod 5  | 1 | 4 | 4 | 1  | 0  | 1  | 4  | 4  | 1  | 0   | 1   | 4   | 4   | 1   | 0   | 1   | 4   | 4   | 1   | 0   | 1   | 4   | 4   | 1   | 0   |
| mod 6  | 1 | 4 | 3 | 4  | 1  | 0  | 1  | 4  | 3  | 4   | 1   | 0   | 1   | 4   | 3   | 4   | 1   | 0   | 1   | 4   | 3   | 4   | 1   | 0   | 1   |
| mod 7  | 1 | 4 | 2 | 2  | 4  | 1  | 0  | 1  | 4  | 2   | 2   | 4   | 1   | 0   | 1   | 4   | 2   | 2   | 4   | 1   | 0   | 1   | 4   | 2   | 2   |
| mod 8  | 1 | 4 | 1 | 0  | 1  | 4  | 1  | 0  | 1  | 4   | 1   | 0   | 1   | 4   | 1   | 0   | 1   | 4   | 1   | 0   | 1   | 4   | 1   | 0   | 1   |
| mod 9  | 1 | 4 | 0 | 7  | 7  | 0  | 4  | 1  | 0  | 1   | 4   | 0   | 7   | 7   | 0   | 4   | 1   | 0   | 1   | 4   | 0   | 7   | 7   | 0   | 4   |
| mod 10 | 1 | 4 | 9 | 6  | 5  | 6  | 9  | 4  | 1  | 0   | 1   | 4   | 9   | 6   | 5   | 6   | 9   | 4   | 1   | 0   | 1   | 4   | 9   | 6   | 5   |
| mod 11 | 1 | 4 | 9 | 5  | 3  | 3  | 5  | 9  | 4  | 1   | 0   | 1   | 4   | 9   | 5   | 3   | 3   | 5   | 9   | 4   | 1   | 0   | 1   | 4   | 9   |
| mod 12 | 1 | 4 | 9 | 4  | 1  | 0  | 1  | 4  | 9  | 4   | 1   | 0   | 1   | 4   | 9   | 4   | 1   | 0   | 1   | 4   | 9   | 4   | 1   | 0   | 1   |
| mod 13 | 1 | 4 | 9 | 3  | 12 | 10 | 10 | 12 | 3  | 9   | 4   | 1   | 0   | 1   | 4   | 9   | 3   | 12  | 10  | 10  | 12  | 3   | 9   | 4   | 1   |
| mod 14 | 1 | 4 | 9 | 2  | 11 | 8  | 7  | 8  | 11 | 2   | 9   | 4   | 1   | 0   | 1   | 4   | 9   | 2   | 11  | 8   | 7   | 8   | 11  | 2   | 9   |
| mod 15 | 1 | 4 | 9 | 1  | 10 | 6  | 4  | 4  | 6  | 10  | 1   | 9   | 4   | 1   | 0   | 1   | 4   | 9   | 1   | 10  | 6   | 4   | 4   | 6   | 10  |
| mod 16 | 1 | 4 | 9 | 0  | 9  | 4  | 1  | 0  | 1  | 4   | 9   | 0   | 9   | 4   | 1   | 0   | 1   | 4   | 9   | 0   | 9   | 4   | 1   | 0   | 1   |
| mod 17 | 1 | 4 | 9 | 16 | 8  | 2  | 15 | 13 | 13 | 15  | 2   | 8   | 16  | 9   | 4   | 1   | 0   | 1   | 4   | 9   | 16  | 8   | 2   | 15  | 13  |
| mod 18 | 1 | 4 | 9 | 16 | 7  | 0  | 13 | 10 | 9  | 10  | 13  | 0   | 7   | 16  | 9   | 4   | 1   | 0   | 1   | 4   | 9   | 16  | 7   | 0   | 13  |
| mod 19 | 1 | 4 | 9 | 16 | 6  | 17 | 11 | 7  | 5  | 5   | 7   | 11  | 17  | 6   | 16  | 9   | 4   | 1   | 0   | 1   | 4   | 9   | 16  | 6   | 17  |
| mod 20 | 1 | 4 | 9 | 16 | 5  | 16 | 9  | 4  | 1  | 0   | 1   | 4   | 9   | 16  | 5   | 16  | 9   | 4   | 1   | 0   | 1   | 4   | 9   | 16  | 5   |
| mod 21 | 1 | 4 | 9 | 16 | 4  | 15 | 7  | 1  | 18 | 16  | 16  | 18  | 1   | 7   | 15  | 4   | 16  | 9   | 4   | 1   | 0   | 1   | 4   | 9   | 16  |
| mod 22 | 1 | 4 | 9 | 16 | 3  | 14 | 5  | 20 | 15 | 12  | 11  | 12  | 15  | 20  | 5   | 14  | 3   | 16  | 9   | 4   | 1   | 0   | 1   | 4   | 9   |
| mod 23 | 1 | 4 | 9 | 16 | 2  | 13 | 3  | 18 | 12 | 8   | 6   | 6   | 8   | 12  | 18  | 3   | 13  | 2   | 16  | 9   | 4   | 1   | 0   | 1   | 4   |
| mod 24 | 1 | 4 | 9 | 16 | 1  | 12 | 1  | 16 | 9  | 4   | 1   | 0   | 1   | 4   | 9   | 16  | 1   | 12  | 1   | 16  | 9   | 4   | 1   | 0   | 1   |
| mod 25 | 1 | 4 | 9 | 16 | 0  | 11 | 24 | 14 | 6  | 0   | 21  | 19  | 19  | 21  | 0   | 6   | 14  | 24  | 11  | 0   | 16  | 9   | 4   | 1   | 0   |

## 역사
슈어 추측은 패트릭 험멜(영어: Patrick Hummel)이 증명하였다.

## 같이 보기
- 르장드르 기호